# Такео Андо
Такео Андо (известен още като Такео Сузуки) е японски професионален играч на Го.
Такео Андо е един от най-силните играчи на Го. Достига ранга „9 дан“. Член е на японската го организация до 2000 г., когато обявява оттеглянето си от спорта. Той е известен с това, че е обучавал едни от най-добрите играчи в историята на Го.